# Barcice (województwo małopolskie)
Barcice (dawn. Barcice Polskie; do 2011 Barcice Górne) – górska wieś letniskowa w południowej Polsce, położona w województwie małopolskim, w powiecie nowosądeckim, w gminie Stary Sącz. Barcice leżą na terenie Popradzkiego Parku Krajobrazowego, w dolinie Popradu.
Od kilku lat, pod koniec wakacji, odbywa się tutaj Pannonica Folk Festival – jeden z największych w Polsce festiwali etno-folk i muzyki bałkańskiej.
Wieś jest siedzibą rzymskokatolickiej parafii Najświętszej Maryi Panny Wniebowziętej.
Wieś leży u stóp płn.-zach. zakończenia pasma Jaworzyny Krynickiej, na pograniczu Kotliny Sądeckiej i Beskidu Sądeckiego, głównie na lewym brzegu Popradu, na trasie Stary Sącz – Barcice – Rytro – Piwniczna.
| części wsi | Dominików, Facimiech, Głucha Dolina, Grabowce, Kliny, Maliniki, Paryje, Pierzwia, Podsapieniec, Połom, Potoki, Sapieniec, Skrajnia, Strzębiałki, Wdżary, Zabronie |

Oprócz integralnych części wsi ujętych w TERYT funkcjonują zwyczajowe nazwy: Wierchy, Wyręb – położone na lewym brzegu Popradu, oraz Szafarka, Mała Rówień i Brzezowica na prawym brzegu Popradu. Najstarsza, historyczna część Barcic położona jest na wysokiej terasie Popradu, na jego lewym brzegu. I tutaj również funkcjonują zwyczajowe nazwy, określające poszczególne części wsi, np. Za Torem, Kamieniec, Na Zakręcie.

## Zabudowa

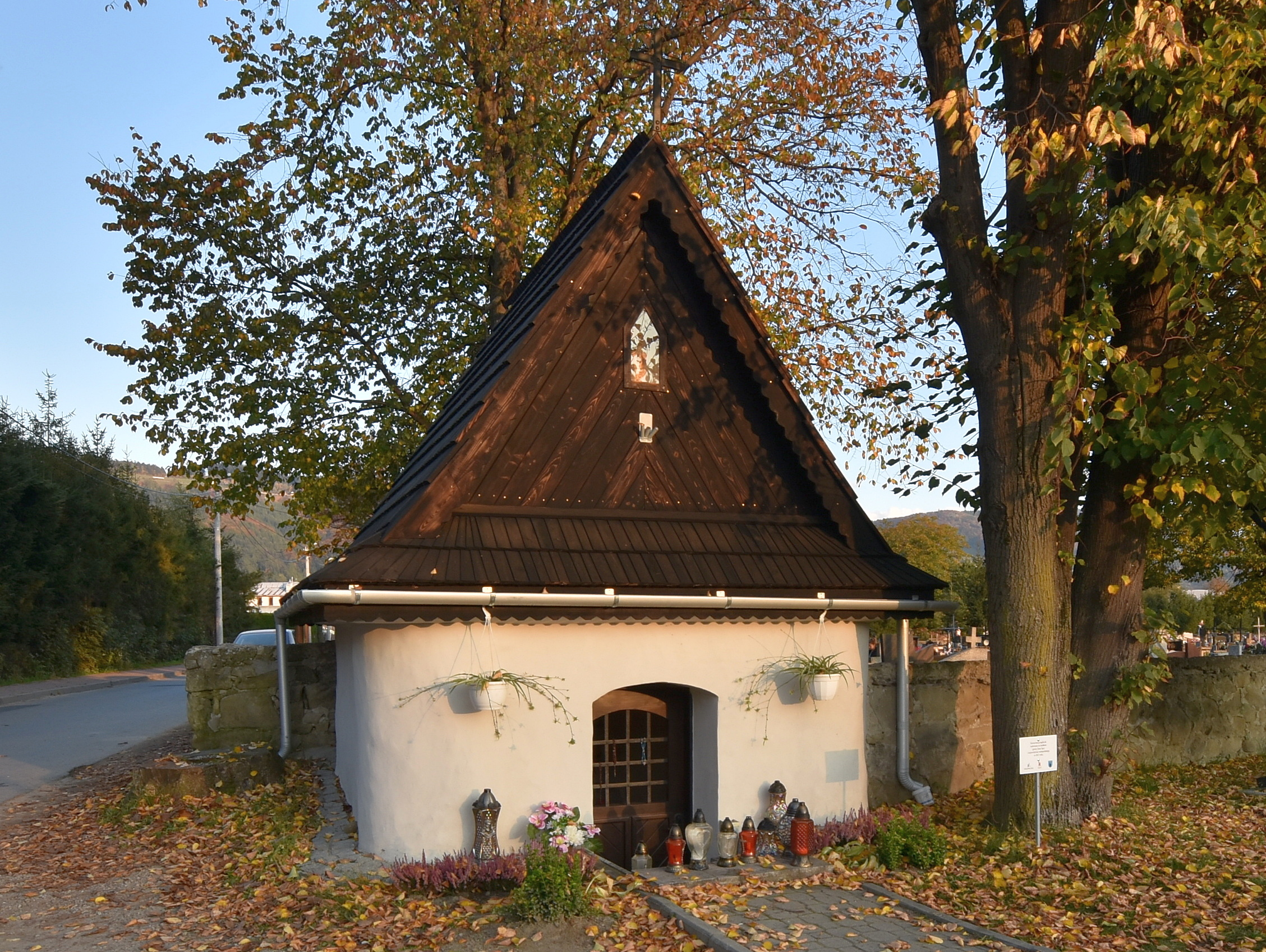
Kapliczka

Na koniec 2006 roku Barcice liczyły ok. 575 numerów, rozrzuconych po całym obszarze wioski. Stąd częste głosy o konieczności przeprowadzenia nazewnictwa ulic i nowej numeracji domów. Według informacji umieszczonych na stronie internetowej gminy Stary Sącz, Barcice posiada ok. 90 dróg na łączną długość ok. 38 km. W 2011 roku w Barcicach wybudowana została przystań dla cyklistów. Barcicka przystań jest częścią Karpackiego Szlaku Rowerowego, który biegnie z Węgier, aż do Wieliczki i przebiega przez teren gminy Stary Sącz.

## Warunki naturalne
Barcice to miejscowość letniskowa o korzystnym klimacie i dużym nasłonecznieniu. Okoliczne lasy obfitują w jagody i grzyby, są tu również atrakcyjne tereny nadbrzeżne z możliwością uprawiania wędkarstwa. Barcice posiadają również złoża wody mineralnej. Znajdują się w Korzeczkowie, na Klinach i pod Wzgórzem Kroguleckim. Znany i charakterystyczny dla Barcic jest typ halnego zwany wiatrem ryterskim. On to zdecydowanie wpływa na tutejszy klimat powodując okresowe zimowe ocieplenia.

## Samorząd
Na obszarze Barcic utworzono dwa sołectwa: Barcice i Barcice Dolne.

## Nazwa wsi
Historia Barcic sięga co najmniej XIII wieku. Pierwsza wzmianka o parafii w Barcicach (Barczyca) pochodzi z 1325 r. Nazwa związana jest prawdopodobnie z kultem św. Bartłomieja, choć niektórzy próbują łączyć ze staropolskim słowem „barć”, które oznaczało ul, rodzinę pszczelą. Może o tym świadczyć historia wsi mówiąca, że wydzielono tę wieś jako dobra królewskie z nadań księżnej Kindze, a później starosądeckiemu klasztorowi, z zabezpieczeń wiana, które księżna Kinga przywiozła do Polski, a zużyto je na odbudowę kraju po licznych najazdach Tatarów. Prawdopodobnie bartnicy z Barcic i Przysietnicy dostarczali miód na stoły książęce, dlatego zatrzymano te wsie w dobrach królewskich.
Eugeniusz Pawłowski, w swojej pracy habilitacyjnej Nazwy miejscowe Sądecczyzny wiąże nazwę miejscowości z imieniem Bart, Bartłomiej. Wskazuje na to nazwa wsi z końcówką patronimiczną „ice”, urabiana najczęściej od imienia zasadźcy nowej wsi.
Wieś królewska, położona w drugiej połowie XVI wieku w powiecie sądeckim województwa krakowskiego, należała do tenuty barcickiej.
W 2012 r. zmieniono urzędowo nazwę miejscowości z Barcice Górne na Barcice.

## Symbole
Znane są dwie barcickie pieczęcie z godłem.
Na jednej z nich pochodzącej z XIX w., przedstawione są dwa ule (barcie), a w tle wschodzące promieniste słońce. Pieczęċ używana była przez Szkołę Powszechną w okresie I wojny światowej. Jeszcze kilkanaście lat temu herb ten używany był przez Szkołę Podstawową w Barcicach, a uczniowie nosili go na mundurkach szkolnych w postaci tarczy szkolnej. Dziś używany jest przez Ochotniczą Straż Pożarną w Barcicach i LKS „Barciczanka” jako logo.
Druga pieczęċ przedstawia kobietę modlącą się na klęczkach (orantka) pod dwoma wzgórzami, na których stoi krzyż. Pieczęċ znana z muzeum w Starym Sączu. Herb ten z każdym rokiem zyskuje na popularności, dziś używany jest m.in. przez biuletyn parafialny „Orantka”.
Barcice formalnie nie posiadają herbu.

## Historia starostwa barcickiego
Własność królewska (dzierżawa, tenuta) starostwo barcickie leżało w powiecie sądeckim. Ziemie dzierżawy (ok. 80 km²) zgrupowane były szerokim pasem nad Popradem, głównie po jego lewej stronie, pomiędzy Starym Sączem na północy a Piwniczną na południu. Początkowo na terenie dóbr barcicko-ryterskich znajdowały się wsie: Barcice (z folwarkiem), Przysietnica, Rytro (z folwarkiem) i Młodów.
Z czasem powstały na tym terenie nowe wsie królewskie:
- Sucha Struga (poł. XVI wieku)
- Obłazy (po 1609),
- Wola Krogulecka (przed 1629)
- i Roztoka (poł. XVIII wieku).

Tereny te będące własnością książęcą, od 1257 należały do klasztoru klarysek starosądeckich.
Starostwo najprawdopodobniej powstało aby zahamować ekspansję węgierskich możnowładców w kierunku północnym. Dolina Popradu stanowiła jedną z ważnych dróg na Węgry, wykorzystywaną zwłaszcza w XIII i XIV wieku. Po odpadnięciu od Sądecczyzny ziem nad górnym Popradem (Lubowla, Gniazda, Podoliniec) w latach 1315–1320, aby nie powierzać kobietom terenu tak ważnego militarnie, ziemie nadpopradzkie stały się na powrót własnością królewską. Siedziba władz starostwa przemiennie znajdowała się w Rytrze (zamek) i Barcicach.
Po 1654 r. zdecydowanie już władza i punkt administracyjny znalazły się w Barcicach, w północnej części starostwa. Tam też znajdowała się parafia (powstała ok. 1250), obejmująca swym zasięgiem cały obszar starostwa. W 1728 r. Młodów należący dotychczas do parafii barcickiej został przyłączony do parafii w Piwnicznej. Z okresu staropolskiego brak dokładnych danych co do liczby mieszkańców starostwa. Austriacki spis z 1777 r. wykazał 1,6 tysięcy mieszkańców w 7 wsiach należących do starostwa.
Dzierżawa leżąca w terenie podgórskim falistym nie miała najlepszych warunków do rozwoju gospodarki rolnej, gleby też nie były najlepsze. Sytuację pogarszał czasem Poprad mający znaczenie gospodarcze, ale kapryśny i czyniący wiele szkody (powodzie). Na terenie starostwa istniały dwa folwarki w Barcicach i Rytrze. Przeważała tu gospodarka pastersko-hodowlana. W Barcicach hodowla koni i wołów, w Przysietnicy – gospodarka pasterska, w Rytrze – gospodarka leśna (tartak).
Ze zbóż wysiewano przeważnie owies i żyto. Starostowie zajmowali się też handlem z Węgrami. Przez Barcice i Rytro prowadziła bowiem główna droga handlowa polsko-węgierska (z Krakowa na Spisz i dalej). W 1453 r. droga ta została uznana za jedynie obowiązujący szlak handlowy na Węgry. Istniały też 3 karczmy zajezdne w Barcicach, Rytrze i Młodowie.
W czerwcu 1770 r. tereny starostwa zostały zagarnięte („rewindykowane”) przez cesarzową Marię Teresę i włączone do Królestwa Węgierskiego, a w 1773 włączono je do austriackiej Galicji. Starostwo barcickie zostało zlikwidowane w 1785 r., przeszło pod zarząd dóbr kameralnych austriackich w Nowym Sączu.
Obecnie tereny byłego starostwa znajdują się w granicach: Starego Sącza (Barcice Dolne, Barcice Górne, Przysietnica, Wola Krogulecka), Gminy Rytro, Piwnicznej (Młodów). W latach 1954–1961 wieś należała i była siedzibą władz gromady Barcice, po jej zniesieniu w gromadzie Stary Sącz. W latach 1975–1998 miejscowość administracyjnie należała do województwa nowosądeckiego.

## Zabytki
Obiekt wpisany do rejestru zabytków nieruchomych województwa małopolskiego.
- Cmentarz z I wojny światowej nr 347.

## Znani, związani z Barcicami
- Bart, Bartłomiej, legendarny założyciel (zasadźca) wsi. To od jego imienia wioskę nazwano Barcice. Żył najpóźniej w XIII wieku.
- Władysław Warneńczyk (1424–1444), król Polski i Węgier. W 1440 roku ufundował drewniany kościół, który spłonął podczas wielkiego pożaru Barcic w 1882 roku.
- Andrzej Bobola (podkomorzy) herbu Leliwa w latach 1592–1601 i w 1616 r. dzierżawca tenuty barcickiej, stryj Andrzeja Boboli (młodszego) (1591–1657), jezuity, misjonarza, polskiego świętego.
- Zygmunt Kazanowski (1563–1634) herbu Grzymała, starosta barcicki w latach 1617–1634. Był dworzaninem Stefana Batorego i Zygmunta III Wazy. Jako wierny żołnierz Rzeczypospolitej brał udział we wszystkich kampaniach Batorego, a następnie w bitwie pod Kircholmem (1605 r.) oraz w obronie Chocimia (1621 r.). W 1613 roku został starostą kokenhauskim i krośnieńskim, a w 1617 roku barcickim. W 1633 roku był także starostą mukarowskim, soleckim i kłobuckim oraz podkomorzym koronnym.
- Teodor Lubomirski (1683–1745) herbu Szreniawa bez Krzyża (Drużyna). Wojewoda krakowski, feldmarszałek austriacki, starosta spiski, od 1721 r. właściciel dóbr łańcuckich. Kawaler Orderu Orła Białego (1730) i Złotego Runa (1734). Starosta barcicki 1739–1745.
- Urszula (Elżbieta) Moszkowska herbu Jastrzębiec (?). W latach 1764–1785 dzierżawiła tenutę barcicką. Zmarła w 1787 roku. Pochowana w kościele O.O. Reformatów w Krakowie w sukni ślubnej. Ostatnia starościna barcicka.
- Jan Gryźlak (1914–2003). Pionier i organizator sportu wiejskiego, inicjator budowy obiektów narciarskich w województwie krakowskim i później nowosądeckim, nauczyciel szkół na wsi. Żołnierz Września, więzień jenieckich obozów w Niemczech, w latach 1945–1946 w Polskich Siłach Zbrojnych na Zachodzie. Współzałożyciel Zrzeszenia Ludowych Zespołów Sportowych, długoletni członek naczelnych władz tej organizacji. Animator eksperymentu sądeckiego i aktywny świadek narodzin sportu w powojennej Polsce.
- Prof. dr hab. Janina Gronowska z d. Gryźlak, nauczycielka. Organizatorka tajnego nauczania w Barcicach (1942).
- Prof. dr hab. inż. Józef Koszkul. Urodził się 6 lutego 1938 roku w Barcicach. Absolwent Technikum Kolejowego w Nowym Sączu (1957). Studia wyższe odbył na Wydziale Budowy Maszyn Politechniki Częstochowskiej w latach 1957–1962, uzyskując tytuł mgr inż. mechanika o specjalności: obrabiarki, narzędzia i technologia budowy maszyn. Pracę zawodową rozpoczął w 1962 roku jako konstruktor w Zakładach Budowy Maszyn i Aparatury w Krakowie. W latach 1964–1970 pracował w Częstochowskich Zakładach Materiałów Biurowych na stanowisku głównego technologa. W czasie pracy zawodowej uzyskał w 1976 roku stopień doktora nauk technicznych na Wydziale Budowy Maszyn Politechniki Częstochowskiej. Stopień naukowy doktora habilitowanego otrzymał w 1986 roku na Wydziale Mechaniczno-Technologicznym Politechniki Śląskiej. W roku 1992 został powołany na stanowisko profesora nadzwyczajnego Politechniki Częstochowskiej. Od 1996 roku pełnił funkcję Dziekana Wydziału Budowy Maszyn (od 2000 roku przemianowanego na Wydział Inżynierii Mechanicznej i Informatyki). Był członkiem Senackiej Komisji Mienia i Finansów. 20 sierpnia 2001 roku Prezydent Rzeczypospolitej Polskiej Aleksander Kwaśniewski nadał dr hab. inż. Józefowi Koszkulowi tytuł Profesora Nauk Technicznych.

Dzierżawcy dóbr barcicko-ryterskich
- Jakub z Poturzyna – ?–1418
- Piotr z Pisar (Ryterski) – 1418–1458
- Rafał, Zegota, i Piotr Ryterscy – 1458–1470
- Rafał i Piotr Ryterscy – 1470–1488
- Zegota i Piotr Ryterski – 1488–1492
- Rafał(młodszy) Ryterski – 1492–1502
- Stanisław Kuropatwa?
- Stanisław Derszniak?
- Piotr Kmita (młodszy) – 1524–1553
- Stanisław Garnysz – 1553–1587
- Zofia Garnysz – 1587–1592
- Andrzej Bobola (starszy) – 1592–1601–(1616)
- Zygmunt Kazanowski – 1617–1634
- Achacy Taranowski – 1637–1645 (1654)
  - Mikołaj Gliński 1645–1648 (poddzierżawca)
  - Marcin Lutosławski 1653–1656 (poddzierżawca)
- Marianna Taranowska 1655–1683
- Krzysztof Taranowski – 1683?–1689
- Michał Stefan Jordan – 1698–1739

od 1718 r. z żoną Anastazją
- Teodor Lubomirski – 1739–1745
- Elżbieta Lubomirska – 1745–1747
- Andrzej Moszkowski – 1747–1764
  - Jan Dulęba ?–1769 (poddzierżawca)
- Urszula (Elżbieta) Moszkowska – 1764–1785 (1788?)

## Ochotnicza straż pożarna
Barcice posiadają założoną w 1927 roku, ochotniczą straż pożarną. Od 2002 roku jednostka znajduje się w krajowym systemem ratowniczo-gaśniczym, posiada dwa samochody Iveco Eurocargo 130E23 GCBARt 3,5/30 i Dodge RAM 150 SLRr.

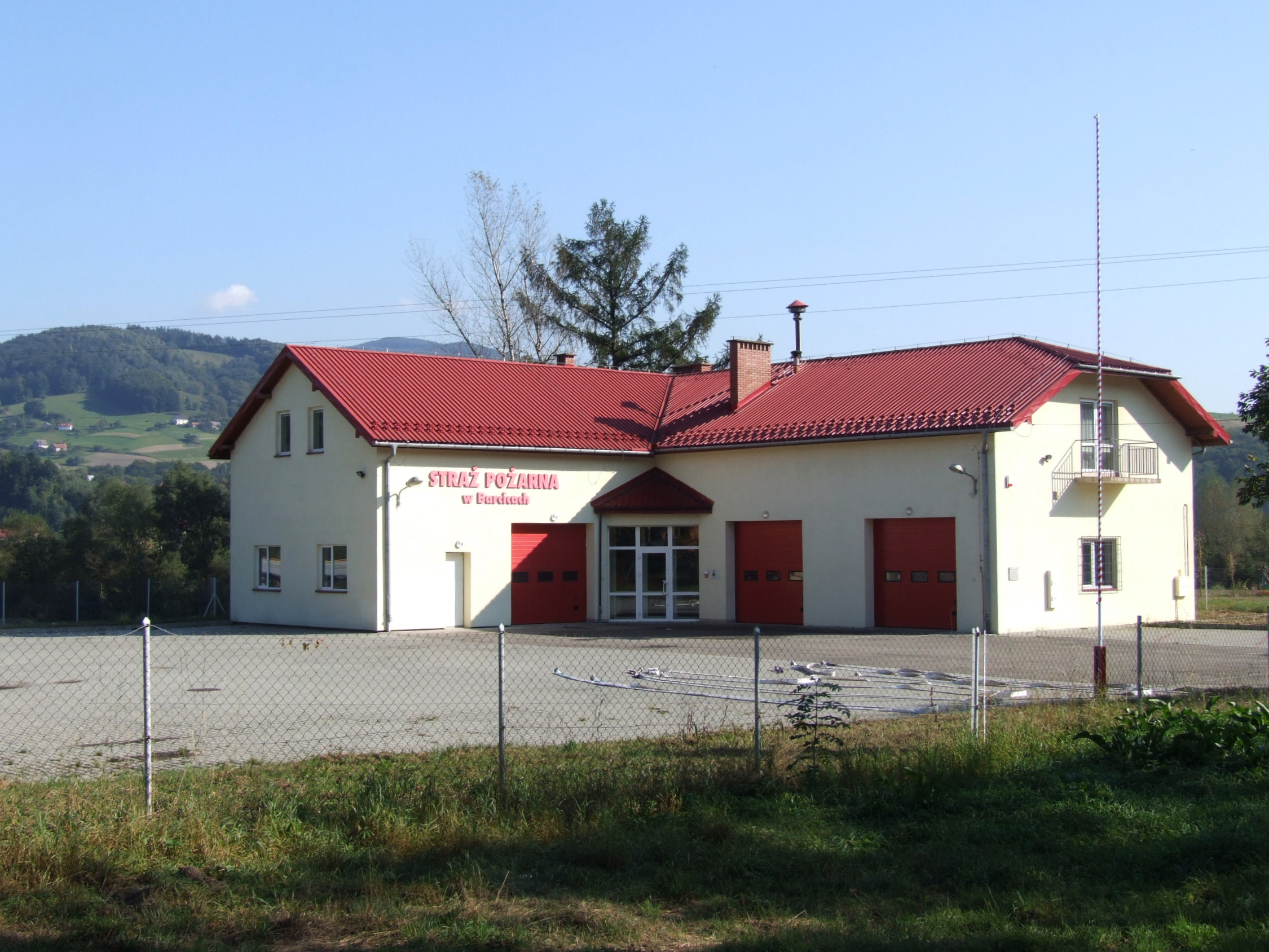
Remiza strażacka